# تامی بلک
تامی بلک (انگلیسی: Tommy Black؛ زادهٔ ۲۶ نوامبر ۱۹۷۹) ورزشکار فوتبال اهل بریتانیا است.
از باشگاه‌هایی که در آن بازی کرده‌است می‌توان به باشگاه فوتبال برادفورد سیتی، باشگاه فوتبال آرسنال، باشگاه فوتبال جیلینگام، باشگاه فوتبال شفیلد یونایتد، باشگاه فوتبال بارنت، باشگاه فوتبال گرایس اتلتیک، باشگاه فوتبال هورنچورج، باشگاه فوتبال کارلایل یونایتد، باشگاه فوتبال ساوتند یونایتد، باشگاه فوتبال بریستول سیتی، باشگاه فوتبال استیونج، باشگاه فوتبال همل همپستید تاون، و باشگاه فوتبال کریستال پالاس اشاره کرد.